# Cubaris hickmani
Cubaris hickmani is een pissebed uit de familie Armadillidae. De wetenschappelijke naam van de soort is voor het eerst geldig gepubliceerd in 1961 door Green.